# 沙特阿拉伯国徽
現行的沙特阿拉伯國徽由兩個圖案構成：上方的棗椰樹代表農業和綠洲，下方兩柄交叉的彎刀代表對伊斯蘭信仰的捍衛。正式的國徽圖案應為全綠色。

## 历史国徽

汉志王国 1916-1925
内志与汉志王国 1925-1932
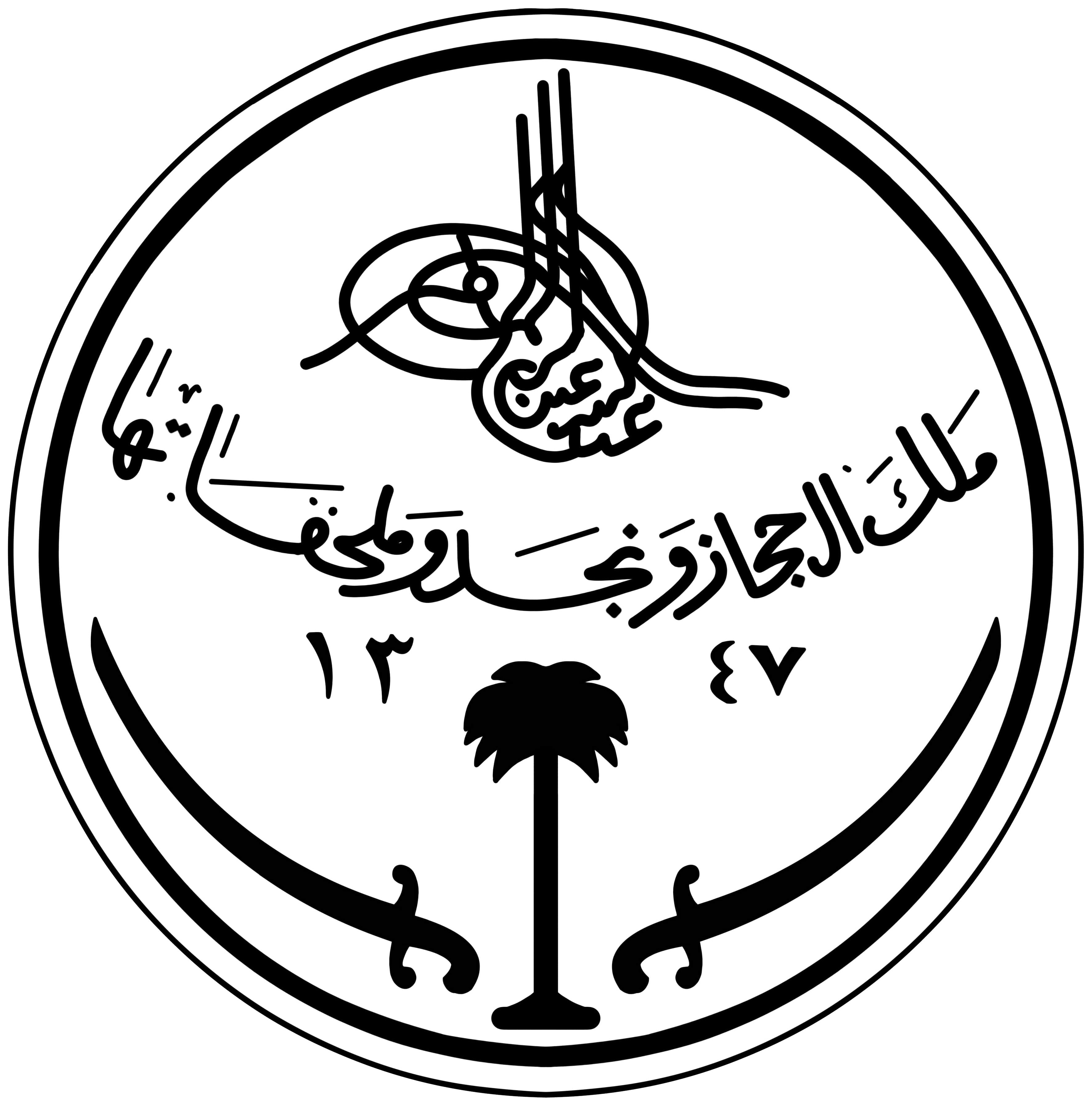
沙特阿拉伯王国 1932-1950